# 玉龍寺
玉龍寺（ぎょくりゅうじ）は岐阜県下呂市金山町中切にある釈迦如来を本尊とする臨済宗妙心寺派の寺院で、山号は要仲山。益田西国三十三霊場1番札所である。境内には多くのモミジやドウダンツツジが植えられ、もみじ寺の別称で知られる紅葉の名所となっている。

## 歴史
伝説によると諸国を行脚していた行基が当地に薬師如来を奉安して醫王山東光寺として開いたとされる。その後、正治年間に鎌倉鷹野にあった慈覚大師作の観音像が鷹によって寺に運ばれてくるという奇瑞があった。この際に寺号を観宝山金剛寺に改称している。鷹に乗った観音像は現在でも当寺の観宝院という堂にあり、鷹飛来観音と呼ばれて益田西国三十三霊場の札所の本尊となっている。室町時代に景堂玄訥が玉龍寺の住持となり、臨済宗妙心寺派の寺院に改めている。天正14年(1586年)に住持の瑞岩元栄が飛騨国主となった金森長近に再興を訴えて認められ、寺領を与えられる。金森長近没後、その法名に因んで要仲山玉龍寺と改めた。宝暦9年(1759年)、火災により焼失している。現在の伽藍は宝暦11年(1761年)に再建されたものである。
寺内には飛騨高山藩主三代の遺骨が分骨されて墓が設けられているほか、江戸時代初期に徳川家康に清洲越しを提言した尾張藩士山下氏勝の子である山下氏政が故あってこの下原の地に道安(どうあん)と号して隠棲した。氏政は飛騨高山藩主金森氏が街道を往来の際に利用していた下原旅館(下原陣屋)の館主となったことから、玉龍寺にも関連の品が存在する。また、下原郷16ヶ村の大名主で飛騨五大老の一人に数えられた加藤三郎右衛門の次男で幕末に万延元年遣米使節の随行員となり飛騨出身者として初めて世界一周を果たした加藤素毛の墓などがある。

## 文化財

### 岐阜県指定文化財
- 木造釈迦如来坐像

### 下呂市指定文化財
- 龍杖図
- 山下道安居士自画自賛画像
- 旭日富士山之繪
- 太公望の図
- 来迎釈迦如来木造
- 白隠禅師掛軸
- 飛騨高山藩主金森家三代の墓
- 加藤素毛の墓
- 山下道安の墓
- 玉龍寺の左巻きのカヤ(天然記念物)

## アクセス
- JR高山本線飛騨金山駅から徒歩15分。